# Wiesław Walkiewicz
Wiesław Walkiewicz (ur. 22 grudnia 1949 w Drzewianowie) – polski historyk i badacz stosunków międzynarodowych, specjalista od spraw Bałkanów, konsul generalny i ambasador RP w Zagrzebiu (1990–1997). 

## Życiorys
W 1973 ukończył studia z zakresu historii i filologii słowiańskiej na Uniwersytecie Warszawskim. Był wykładowcą Uniwersytetu Warszawskiego (1973–1981) oraz Szkoły Głównej Gospodarstwa Wiejskiego (1982–1990). Pracował również w Ministerstwie Kultury jako starszy radca, był korespondentem prasowym i wykładowcą w Kilonii. W 1978 uzyskał doktorat z dziedziny stosunków międzynarodowych na Wydziale Dziennikarstwa i Nauk Politycznych Uniwersytetu Warszawskiego, a w 1989 habilitację z zakresu nauk politycznych na tym samym Wydziale. Był działaczem Stronnictwa Demokratycznego, pracownikiem i kierownikiem jego Wydziałów Zagranicznego oraz Prezydialnego, a także członkiem Centralnego Zespołu Prelegentów. 
W latach 1990–1997 reprezentował Polskę w Zagrzebiu: początkowo jako konsul generalny RP w Chorwacji i Słowenii, następnie minister pełnomocny i ambasador w Republice Chorwacji. Jednocześnie był profesorem na Wydziale Nauk Politycznych Uniwersytetu Zagrzebskiego, wykładał również gościnnie w Instytucie im. Feldera w Wiedniu. 
W 1999 rozpoczął współpracę z Wydziałem Nauk Społeczno-Filologicznych Wyższej Szkoły Pedagogicznej Towarzystwa Wiedzy Powszechnej, był kierownikiem tamtejszej Katedry Politologii. Od 1999 jest również profesorem nadzwyczajnym Szkoły Głównej Gospodarstwa Wiejskiego (obecnie zatrudniony w Katedrze Socjologii Wydziału Nauk Społecznych SGGW). Przez krótki okres był także wykładowcą w Melbourne. 
Odznaczony Orderem ks. Branimira. W 2016 został wyróżniony nagrodą im. Jerzego Skowronka za książkę Bałkany słowiańskie. Aspiracje-uwikłania-sprzeczności.

## Ważniejsze publikacje
- Bałkany słowiańskie.Aspiracje-uwikłania-sprzeczności, Wydawnictwo Libra, Białystok 2016.
- Jugosławia: państwa sukcesyjne, Instytut Historyczny Uniwersytetu Warszawskiego, Wydawnictwo Trio, Warszawa 2009.
- Polska na drodze do Unii Europejskiej: aspekty negocjacyjne i dostosowawcze, Wyższa Szkoła Społeczno-Gospodarcza, Tyczyn 2002.
- Stosunki bułgarsko-jugosłowiańskie 1941-1948: uwarunkowania i implikacje, Wydawnictwo SGGW-AR, Warszawa 1988.